# Markvartovice
Markvartovice – wieś w Czechach, w kraju morawsko-śląskim, w okresie Opawa. Według danych z dnia 1 stycznia 2010 liczyła 1874 mieszkańców.

## Historia
Pierwsze pisemne wzmianki znaleźć można w dokumencie z 1377, kiedy to podzielono księstwo raciborsko-opawskie pomiędzy synów Mikołaja II. Pierwotna nazwa wsi została zapisana jako „Margwarsdorf”, która sugeruje osadnictwo niemieckie. Po wojnach śląskich znalazła się w granicach Prus. Od 1818 w nowym powiecie raciborskim. Jako miejscowość zamieszkała przez tzw. Morawców i część kraiku hulczyńskiego po pierwszej wojnie światowej została przyłączona do Czechosłowacji.